# Fastlane 2016
Fastlane (2016) was een professioneel worstel-pay-per-view (PPV) en WWE Network evenement dat georganiseerd werd door WWE. Het was de 2e editie van Fastlane en vond plaats op 21 februari 2016 in het Quicken Loans Arena in Cleveland, Ohio.

## Matches
| Nr. | Match | Winnaar(s)                | Opmerkingen | Bron  |
| --- | --- | ------------------------- | --- | ----- |
| 1P  | Kalisto (c) vs. Alberto Del Rio                                                                             | Kalisto                   | 2-out-of-3 falls match voor het WWE U.S. Championship. (2-1)                                                                                         | [ 2 ] |
| 2   | Becky Lynch & Sasha Banks vs. Team B.A.D. (Naomi & Tamina)                                                  | Becky Lynch & Sasha Banks | Tag Team match. Lynch en Banks wonnen door submission.                                                                                               | [ 2 ] |
| 3   | Kevin Owens (c) & Dolph Ziggler                                                                             | Kevin Owens               | Eén-op-één match voor het WWE Intercontinental Championship.                                                                                         | [ 2 ] |
| 4   | Big Show, Kane en Ryback vs. The Wyatt Family (Braun Strowman, Erick Rowan en Luke Harper) (met Bray Wyatt) | Big Show, Kane en Ryback  | 6-Man Tag Team match. | [ 2 ] |
| 5   | Charlotte (c) (met Ric Flair) vs. Brie Bella                                                                | Charlotte                 | Eén-op-één match voor het WWE Divas Championship. Charlotte won door submission.                                                                     | [ 2 ] |
| 6   | AJ Styles vs. Chris Jericho                                                                                 | AJ Styles                 | Eén-op-één match. Styles won door submission. | [ 2 ] |
| 7   | Curtis Axel (met Adam Rose, Bo Dallas en Heath Slater) vs. R-Truth                                          | Curtis Axel               | Eén-op-één match. | [ 2 ] |
| 8   | Roman Reigns vs. Dean Ambrose vs. Brock Lesnar (met Paul Heyman)                                            | Roman Reigns              | Triple Threat match om de eerst volgende tegenstander te worden voor een WWE World Heavyweight Championship match bij het evenement WrestleMania 32. | [ 2 ] |